# Liste de ponts d'Uruguay
Cet article a pour objet de présenter une liste de ponts remarquables d'Uruguay, tant par leurs caractéristiques dimensionnelles, que par leur intérêt architectural ou historique. 

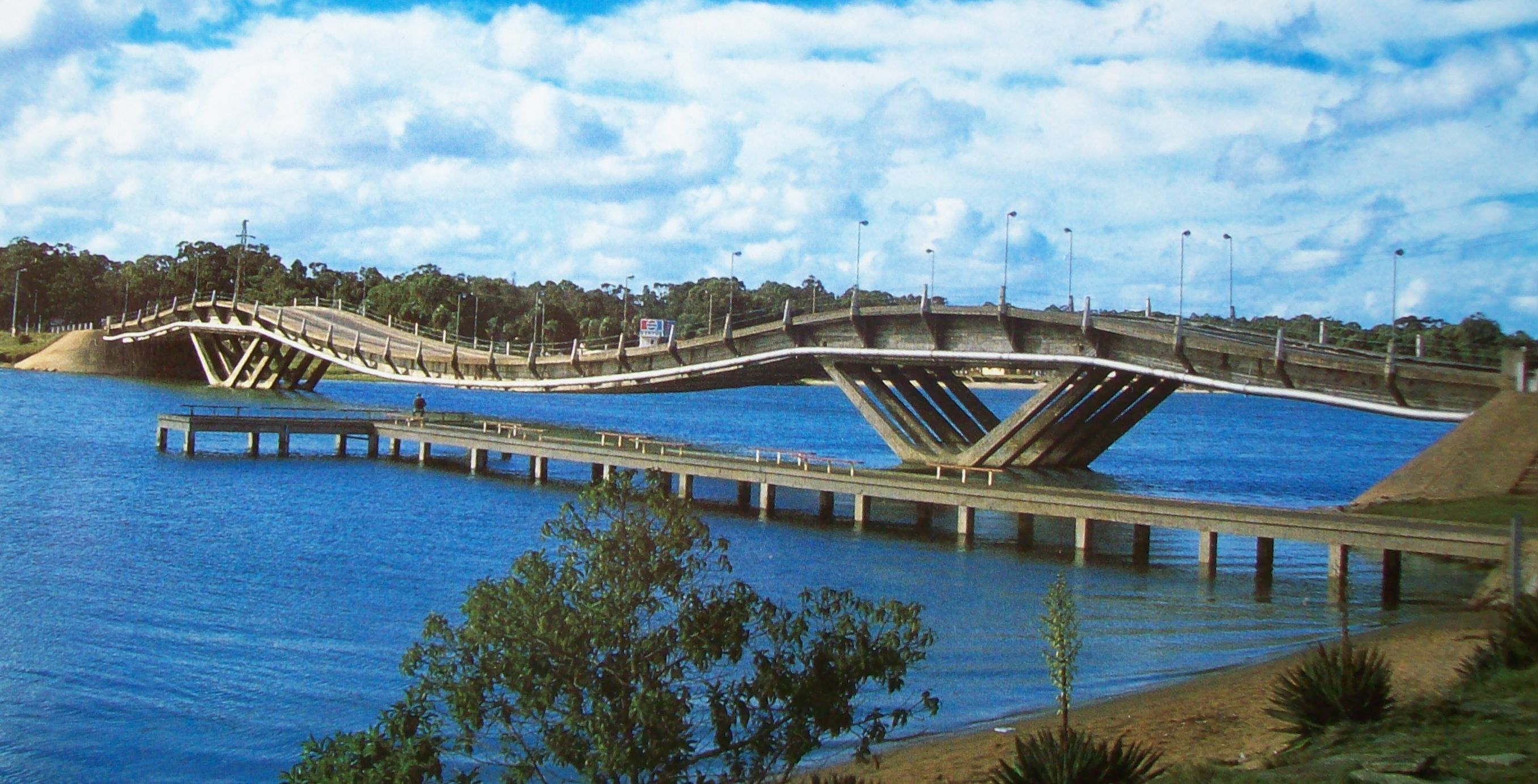
Le pont caténaire de Barra de Maldonado

Elle est présentée sous forme de tableaux récapitulant les caractéristiques des différents ouvrages proposés, et peut-être triée selon les diverses entrées pour voir ainsi un type de pont particulier ou les ouvrages les plus récents par exemple. La seconde colonne donne la classification de l'ouvrage parmi ceux présentés, les colonnes Portée et Long. (longueur) sont exprimées en mètres et enfin Date indique la date de mise en service du pont.

## Ponts présentant un intérêt historique ou architectural
|                             |   | Nom                              | Distinction                                                           | Long. | Type                                                              | Voie portée Voie franchie                              | Date | Localisation                                                | Département        | Ref.  |
| --------------------------- | - | -------------------------------- | --------------------------------------------------------------------- | ----- | ----------------------------------------------------------------- | ------------------------------------------------------ | ---- | ----------------------------------------------------------- | ------------------ | ----- |
| Puente Giratorio de Carmelo | 1 | Pont tournant de Carmelo         | Unique pont tournant à traction humaine d'Amérique du Sud             |       | Treillis Acier Pont tournant                                      | 21 Arroyo de Las Vacas                                 | 1912 | Carmelo 34° 00′ 13,2″ S, 58° 17′ 05,5″ O                    | Colonia            | [ 1 ] |
| -                           | 2 | Pont International Barón de Mauá | Frontière Brésil - Uruguay                                            | 340   | Arc Béton, tablier porté                                          | Rio Jaguarão                                           | 1930 | Río Branco - Jaguarão 32° 34′ 15,6″ S, 53° 22′ 40,1″ O      | Cerro Largo Brésil |       |
| *                           | 3 | Pont de Barra de Maldonado       | Plus grand pont caténaire routier moderne du monde Portée : 90 mètres | 150   | Pont caténaire Béton précontraint                                 | Av. Eduardo Victor Haedo Arroyo Maldonado              | 1965 | Maldonado - Punta del Este 34° 54′ 39,4″ S, 54° 52′ 21,9″ O | Maldonado          | [ 2 ] |
| *                           | 4 | Puente de las Americas           |                                                                       | 486   | Haubané Monopylône, symétrique, tablier dalle béton, pylône acier | Avenida Ing. Luis Giannattasio Avenida De Las Americas | 2005 | Montevideo 34° 52′ 23,7″ S, 56° 01′ 55,3″ O                 | Montevideo         | [ 3 ] |

## Grands ponts
Ce tableau présente les ouvrages ayant des portées supérieures à 100 mètres ou une longueur totale de plus de 3 000 mètres (liste non exhaustive).
|   |   | Nom                                   | Portée | Long. | Type                              | Voie portée Voie franchie | Date | Localisation                                              | Département         | Ref.  |
| - | - | ------------------------------------- | ------ | ----- | --------------------------------- | ------------------------- | ---- | --------------------------------------------------------- | ------------------- | ----- |
|   | 1 | Pont du Général libérateur San Martín | 220    | 3408  | Poutre-caisson Béton précontraint | 2 Rio Uruguay             | 1976 | Fray Bentos - Gualeguaychú 33° 06′ 02″ S, 58° 14′ 53,7″ O | Río Negro Argentine | [ 4 ] |
| * | 2 | Pont General Artigas                  | 140    | 2350  | Poutre-caisson Béton précontraint | Rio Uruguay               | 1975 | Paysandú - Colón 32° 15′ 52,9″ S, 58° 06′ 00,6″ O         | Paysandú Argentine  |       |